# Hans Cornelius

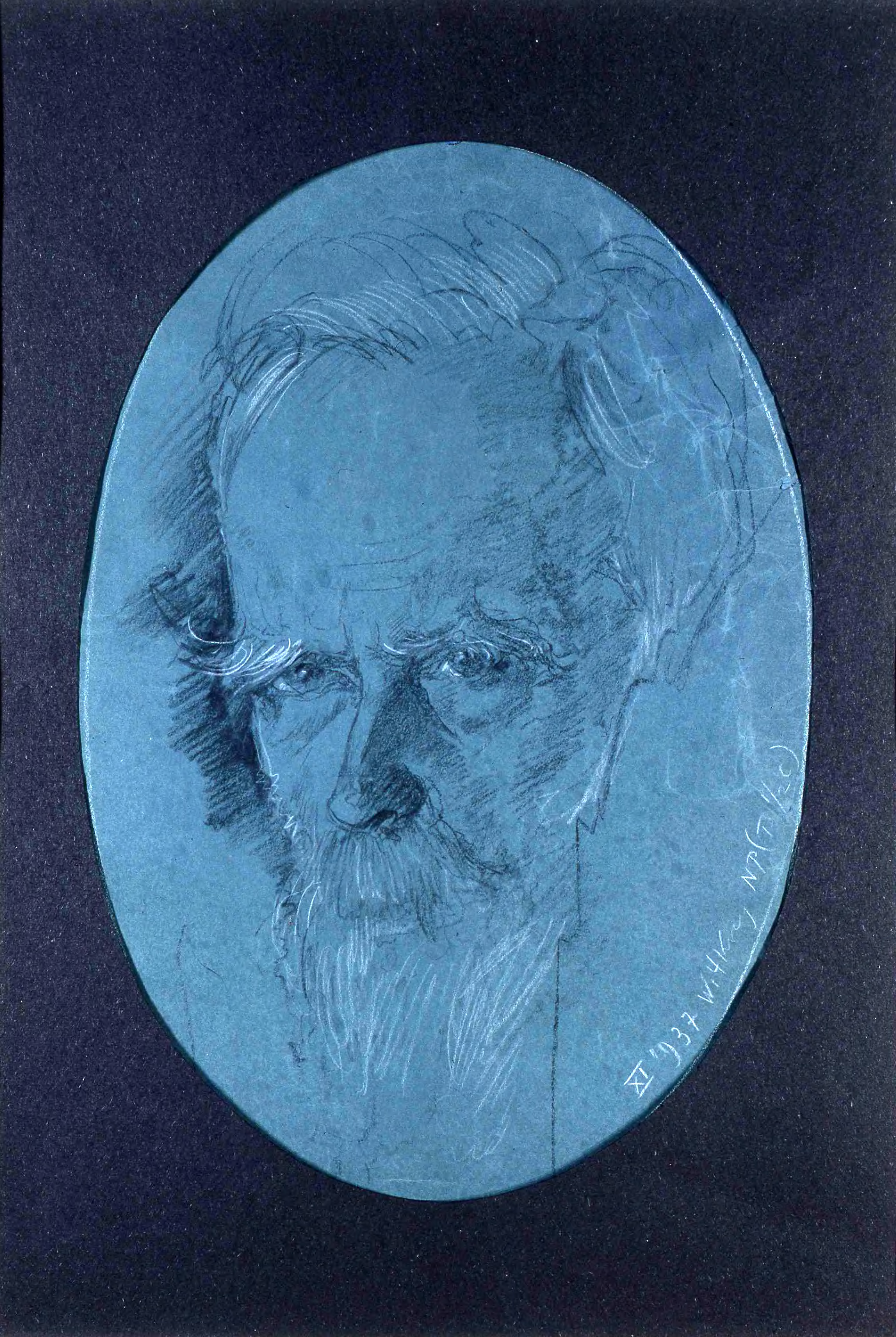
Portret Hansa Corneliusa autorstwa Witkacego, listopad 1937 rok.

Johannes Wilhelm Cornelius (ur. 27 września 1863 w Monachium, zm. 23 sierpnia 1947) – niemiecki filozof, neokantysta.

## Życiorys
Początkowo studiował matematykę, fizykę i chemię, otrzymawszy stopień doktora w 1886, zanim nie zwrócił swoich zainteresowań w stronę filozofii. W 1894 uzyskał habilitację z filozofii i później uzyskał stanowisko wykładowcy filozofii na Uniwersytecie Monachijskim (do 1903 r. jako Privatdozent). W r. 1910 przenosi się już jako profesor zwyczajny do "Akademii Nauk Społecznych" ("Akademie für Sozialwissenschaften"), która w 4 lata później stanie się wydziałem nowo utworzonego uniwersytetu we Frankfurcie nad Menem. Wśród jego studentów we Frankfurcie byli Max Horkheimer i Theodor Adorno. Przeszedł na emeryturę w 1928 r.
Corneliusa za swojego mistrza uważał Stanisław Ignacy Witkiewicz. W 1937 roku zaprosił go do Zakopanego, gdzie niemiecki filozof wygłosił kilka odczytów.

## Poglądy filozoficzne
Cornelus badał wiedzę bezpośrednią, która jest wolna od symboli i znaków. Według niego, taka wiedza, składa się z postrzeżeń zespolonych, stanowiących strumień świadomości. Związek spostrzeżeń był według niego, "transcendentalną prawidłowością". Uważał, że posiadamy tylko ów związek i spostrzeżenia, nie jest nam dana jaźń i rzeczy zewnętrzne.
Krytykował przyjmowany od Huma pogląd, że prawdy analityczne (które są konieczne np. 2 x 2 = 4) są bardziej pewne od faktycznych (które są niekonieczne i mogłoby być inaczej np. złoto jest innego koloru niż srebro, ale mogłoby mieć taki sam kolor).